# Aeroportul Tête-à-la-Baleine
Aeroportul Tête-à-la-Baleine (IATA: ZTB) este un aeroport din Tête-à-la-Baleine⁠(d), Côte-Nord-du-Golfe-du-Saint-Laurent⁠(d), Le Golfe-du-Saint-Laurent⁠(d), Côte-Nord⁠(d), Provincia Québec, Canada.
Situat la o altitudine de 34 m, aeroportul dispune de o singură pistă. Este operat de Transports Québec⁠(d).